# Kamazulén
A kamazulén az aromás szénhidrogének közé tartozó szerves vegyület, képlete C14H16. Az azulén kékes-ibolyás színű származéka, a matricin nevű szeszkviterpénből keletkezik.
A kamazulén gyakran előfordul az orvosi székfűből desztillációval kinyert illóolajban. A növény eredetileg nem kamazulént, hanem annak előanyagát, matricint tartalmaz. A desztilláció folyamata során a matricin a laktongyűrű felnyílásával először kamazulén-karbonsavvá, majd dekarboxilációval kamazulénné alakul.

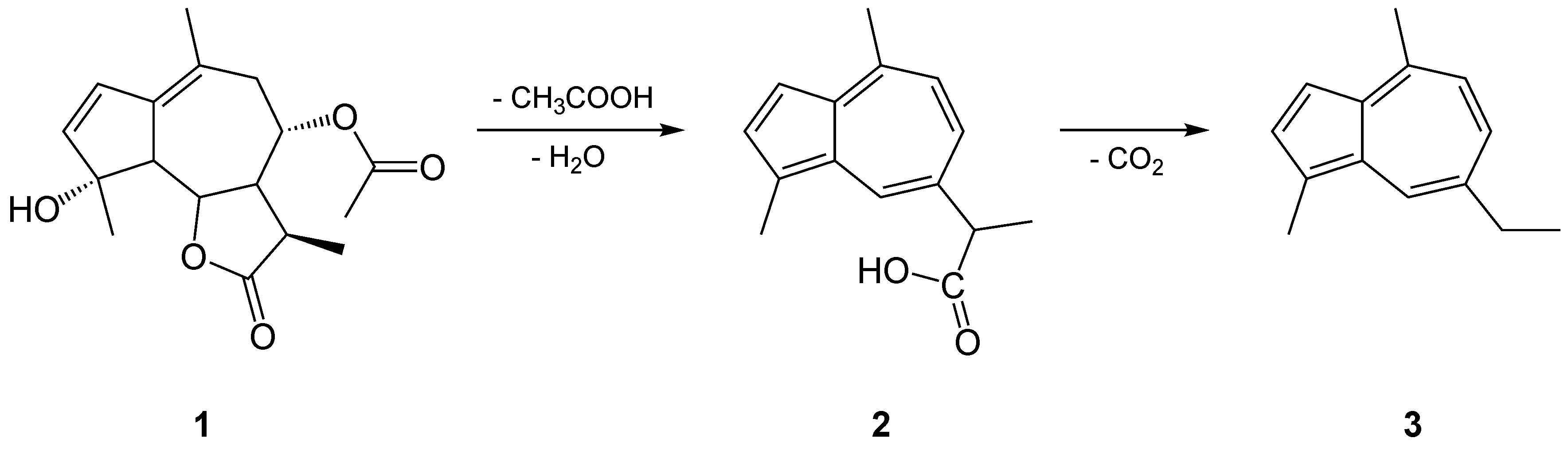
A kamazulén (3) keletkezése matricinból (1), a (2) karbonsavon keresztül

In vivo gyulladáscsökkentő hatású, továbbá gátolja a CYP1A2 enzimet.

## Fordítás
Ez a szócikk részben vagy egészben  a   Chamazulene című angol Wikipédia-szócikk ezen változatának fordításán alapul.  Az eredeti cikk szerkesztőit annak laptörténete sorolja fel. Ez a jelzés csupán a megfogalmazás eredetét és a szerzői jogokat jelzi, nem szolgál a cikkben szereplő információk forrásmegjelöléseként.